# Parafia św. Wojciecha Biskupa Męczennika w Górkach
Parafia św. Wojciecha w Górkach – parafia rzymskokatolicka w dekanacie Łosice diecezji siedleckiej.
Parafia ma księgi metrykalne od 1723 r. oraz kronikę parafialną od 1952 r.
Pierwszy kościół w Górkach powstał w 1471 r. Budowę obecnego kościoła parafialnego murowanego rozpoczęto w 1517, a dokończono w  1622. Kościół jest utrzymany w stylu  barokowym.
Obszar parafii obejmuje Górki oraz Czeberaki, Czuchleby, Falatycze, Hruszniew, Hruszniew-Kolonię, Ostromęczyn, Ostromęczyn-Kolonię, Puczyce i Woźniki. W Czuchlebach jest kaplica filialna pw. św. Izydora.

Otoczenie kościoła
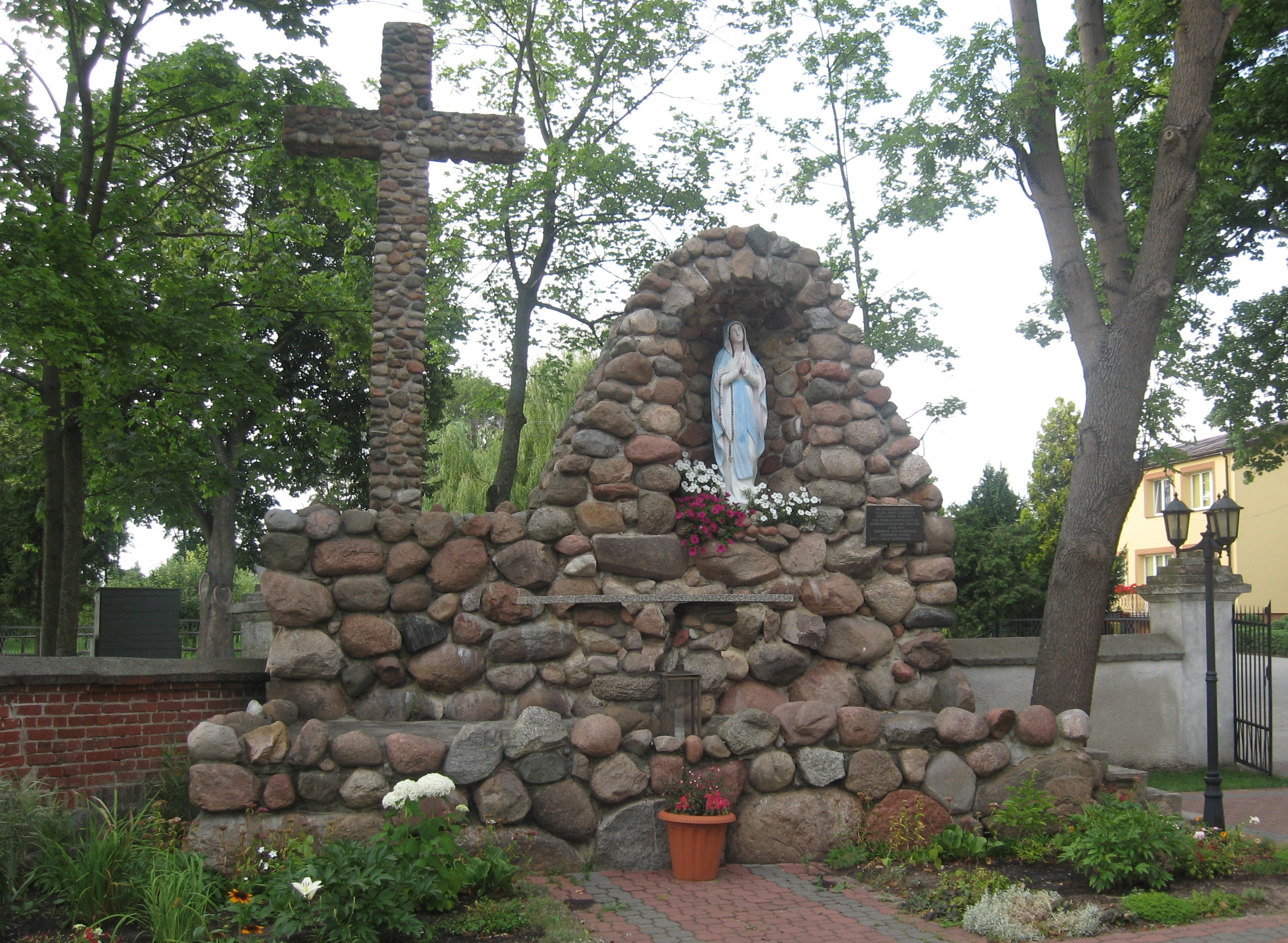
Figura Matki Bożej
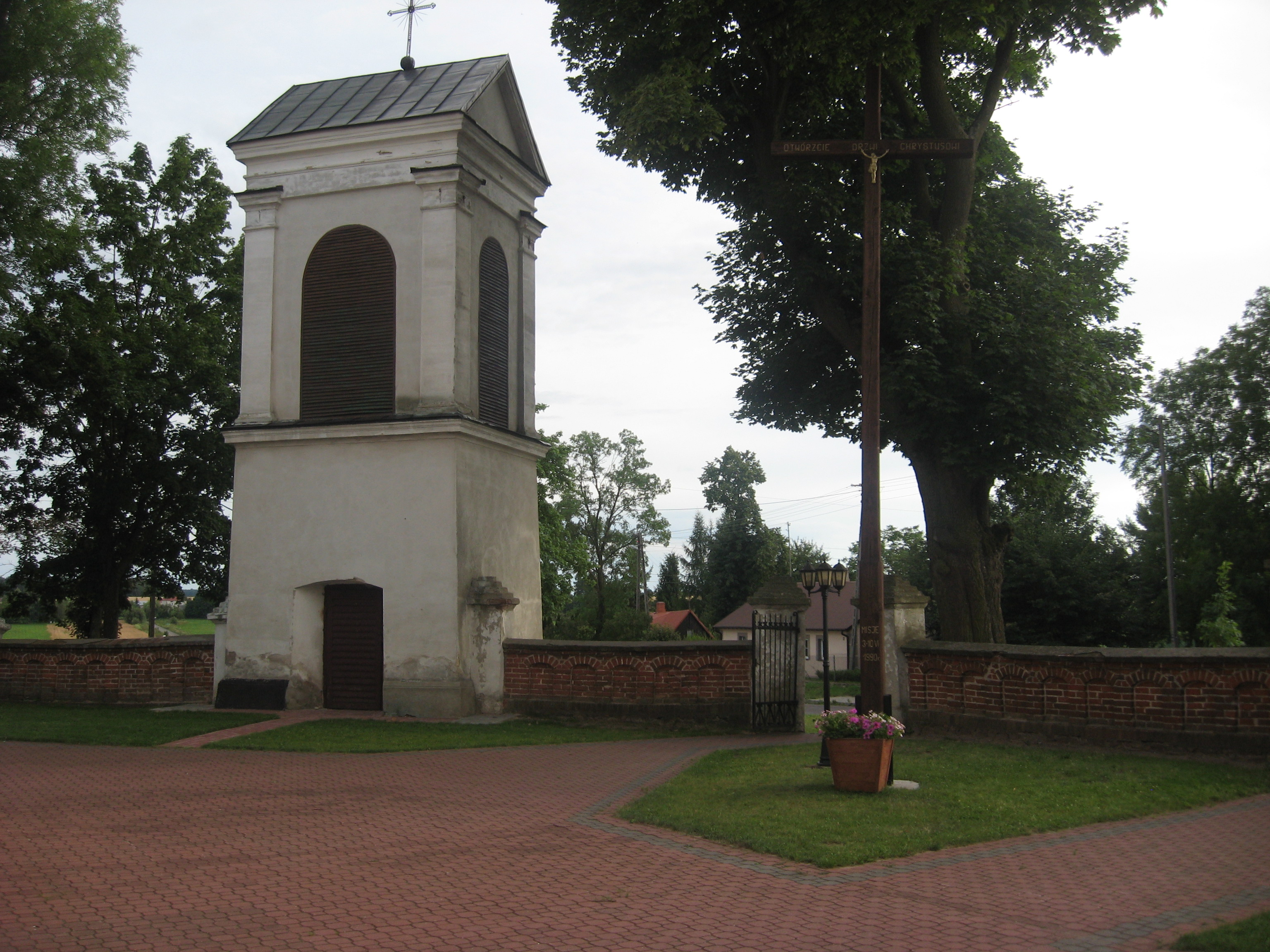
Dzwonnica
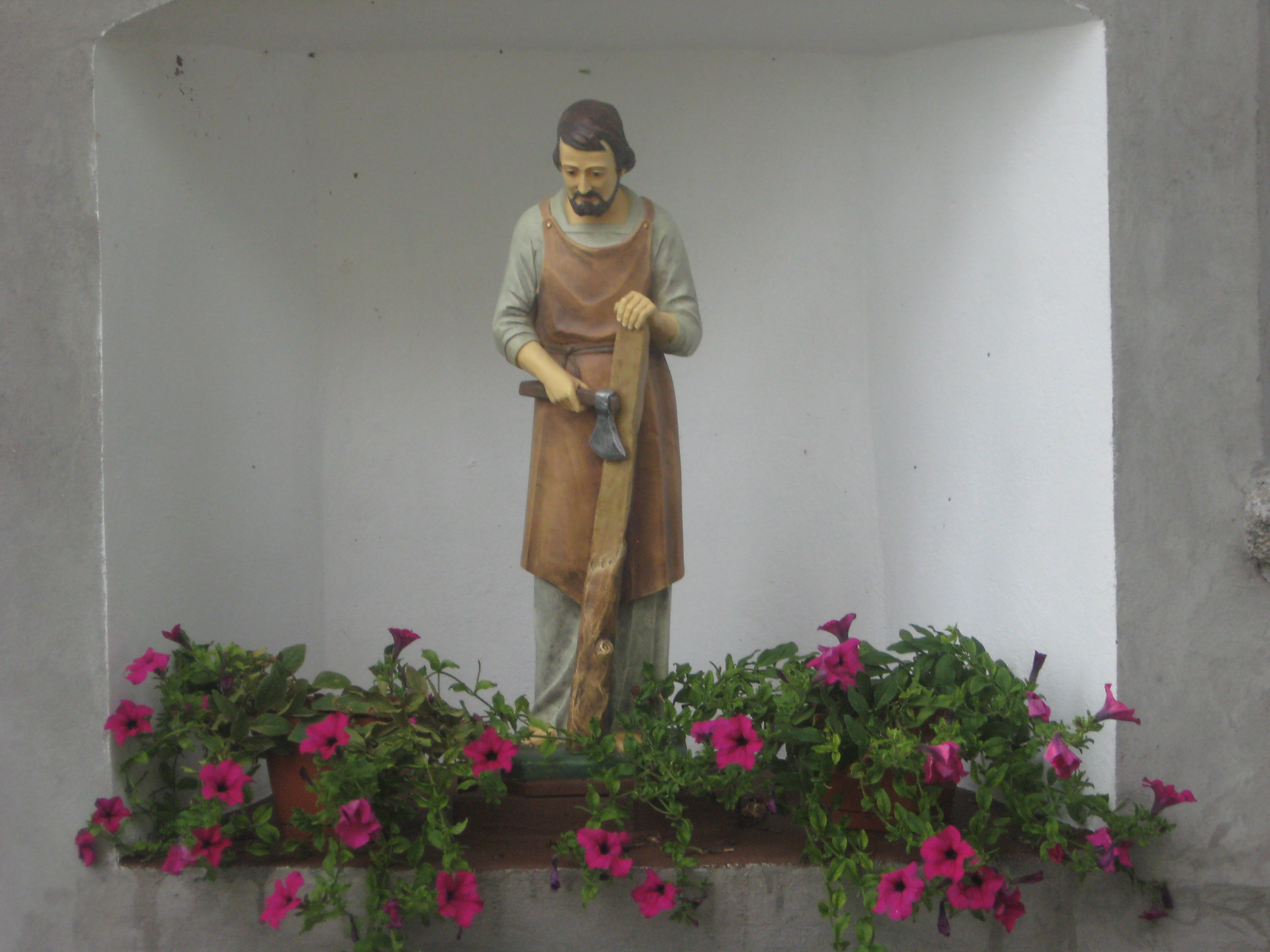
Figurka w murze ogrodzenia